# Daniel García Lara
Daniel 'Dani' García Lara (22 de dezembro de 1974) é um ex-futebolista profissional espanhol que atuava como atacante.

## Carreira
Daniel García Lara representou a Seleção Espanhola de Futebol, nas Olimpíadas de 1996. 